# Aris Bonnevoie
Aris Bonnevoie was een Luxemburgse voetbalclub uit Luxemburg. Aris speelde 42 seizoenen in de hoogste klasse. De kleuren van de club waren zwart en wit.
De club werd in 1922 opgericht. Het had een succesperiode in de jaren zestig en zeventig toen drie landstitels en een beker werden gewonnen. Aris is een van de weinige Luxemburgse clubs die een tweede ronde van een Europese beker bereikte en een goal maakte in Camp Nou tegen FC Barcelona.
In 2001 fuseerde de club met CS Hollerich en vormde zo CS Alliance 01, dat in 2005 op zijn beurt weer fuseerde met CA Spora Luxemburg en Union Luxemburg en werd zo Racing FC Union Luxemburg.

## Erelijst
- Landskampioen

Winnaar (3): 1964, 1966, 1972
Tweede (1): 1971
- Beker van Luxemburg

Winnaar (1): 1967
Finalist (5): 1964, 1968, 1972, 1976, 1979

## Aris in Europa
#R = #ronde, 1/8 = achtste finale, T/U = Thuis/Uit, W = Wedstrijd, PUC = punten UEFA coëfficiënten .
Uitslagen vanuit gezichtspunt Aris Bonnevoie
| Seizoen | Competitie           | Ronde | Land                                          | Club             | Totaalscore | 1e W    | 2e W     | PUC |
| ------- | -------------------- | ----- | --------------------------------------------- | ---------------- | ----------- | ------- | -------- | --- |
| 1962/63 | Jaarbeursstedenbeker | 1R    | Vlag van Italië                               | UC Sampdoria     | 0-3         | 0-1 (U) | 0-2 (T)  | 0.0 |
| 1963/64 | Jaarbeursstedenbeker | 1R    | Vlag van België                               | RFC Liége        | 0-2         | 0-2 (T) | 0-0 (U)  | 1.0 |
| 1964/65 | Europacup I          | 1R    | Vlag van Portugal                             | SL Benfica       | 2-10        | 1-5 (T) | 1-5 (U)  | 0.0 |
| 1966/67 | Europacup I          | 1R    | Vlag van Noord-Ierland                        | Linfield FC      | 4-9         | 3-3 (T) | 1-6 (U)  | 1.0 |
| 1967/68 | Europacup II         | 1R    | Vlag van Frankrijk                            | Olympique Lyon   | 1-5         | 0-3 (T) | 1-2 (U)  | 0.0 |
| 1971/72 | UEFA Cup             | 1R    | Vlag van Nederland                            | FC Den Haag-ADO  | 2-7         | 0-5 (U) | 2-2 (T)  | 1.0 |
| 1972/73 | Europacup I          | 1R    | Vlag van Roemenië (1965-1989)                 | FC Argeş Piteşti | 0-6         | 0-2 (T) | 0-4 (U)  | 0.0 |
| 1976/77 | Europacup II         | 1R    | Vlag van Noord-Ierland                        | Carrick Rangers  | 3-4         | 1-3 (U) | 2-1 (T)  | 2.0 |
| 1979/80 | Europacup II         | 1R    | Vlag van Finland                              | Reipas Lahti     | 2-0         | 1-0 (U) | 1-0 (T)  | 4.0 |
|         |                      | 1/8   | Vlag van Spanje (21 jan. 1977 - 18 dec. 1981) | FC Barcelona     | 2-11        | 1-4 (T) | 1-7 (U)  | 4.0 |
| 1983/84 | UEFA Cup             | 1R    | Vlag van Oostenrijk                           | FK Austria Wien  | 0-15        | 0-5 (T) | 0-10 (U) | 0.0 |

Totaal aantal punten voor UEFA coëfficiënten: 9.0

## Bekende spelers
- Ernest Brenner (1950-1952)
- Frank Goergen (1984-1988)
- Théo Scholten (1983-1984)
- Théo Stendebach (1963-1964 en 1971-1972)
- Nico Wagner (1984-1986)